# Augusta Lewis Trop
Augusta Lewis Troup (1848, Nova York - 14 de setembre de 1920) va ser una activista i periodista pels drets de les dones. Va lluitar per la remuneració, les millors condicions laborals per les dones i el dret a vot de les dones. Va ser inclosa al Saló de la Fama de Dones de Connecticut el 2013.

## Biografia
Augusta Lewis va néixer el 1848 a Nova York i va quedar orfe en la infància. Criada a la casa d'un ric corredor de Wall Street, va ser educada per tutors privats i al Brooklyn Heights Seminary. La depressió que va seguir la Guerra Civil va canviar severament la seva posició financera i, poc després d'acabar la seva formació, Lewis va entrar a la indústria dels diaris, contribuint amb articles a molts diaris de Nova York, inclòs el New York Tribune. També va treballar per a The Revolution de Susan B. Anthony i Elizabeth Cady Stanton, una publicació sufragista.
Mentre explorava diferents facetes de la indústria, Lewis va aprendre a escriure com a aprenent a les publicacions de New York Era i New York World. Va ser en aquest paper quan va començar a veure la terrible desigualtat a què s'enfrontaven les dones a la indústria del diari, on les dones componedores cobraven molt menys que els seus homòlegs masculins. L'any 1867, quan el sindicat de tipografia masculins va convocar una vaga, es van incorporar dones per substituir-les i van rebre un salari més baix. Quan els homes van tornar a treballar, les dones van ser acomiadades ràpidament.
L'any següent, va decidir que les dones tipogràfiques havien d'organitzar els seus propis sindicats per tal de defensar la igualtat salarial i millors condicions laborals. El 1868, Augusta Lewis va fundar el primer sindicat de dones a la ciutat de Nova York, la Women's Typographical Union (WTU) Local No. 1. Va anunciar per als membres a The Revolution, i l'organització va créixer ràpidament. El 1869, va representar la WTU a la conferència de la Unió Tipogràfica Internacional (ITU) que es va celebrar a Albany, on va pressionar amb èxit la ITU només masculina per permetre que la seva WTU s'unís. L'any 1870 va ser escollida secretària corresponent de la UIT, convertint-se en la primera dona a ocupar un càrrec en un sindicat internacional.
El 1872, Augusta Lewis es va casar amb el conegut líder obrer Alexander Troup, membre de la Typographical Union No. 6, i la parella es va traslladar a New Haven, Connecticut. Junts, les Troups van fundar la New Haven Union, un diari dedicat al sufragi femení., l'organització sindical i els drets de les dones i les minories ètniques. Augusta Lewis Troup també es va convertir en mestra a les escoles de New Haven i en membre obert de la Junta d'Educació que va defensar els drets dels professors i la importància de l'educació. El 1911, va establir amb èxit la New Haven Teachers' League i va pressionar l'estat de Connecticut per oferir pensions als professors de les escoles públiques.
Troup va morir el 14 de setembre de 1920, poc més d'un mes després que l'últim estat ratifiques la 19a esmena que donava dret a vot a les dones. Per honorar el seu llegat d'activisme i defensa locals, el 1926, la ciutat de New Haven va dedicar una escola en el seu honor. L'escola Augusta Lewis Troup es va renovar i tornar a dedicar el 2008.